# Benjamin Péret
Benjamin Péret (Rezé, 4 luglio 1899 – Parigi, 18 settembre 1959) è stato un poeta francese.
Accanto a Breton fu tra i più importanti ed influenti protagonisti del movimento surrealista. Scrisse poesie caratterizzate da una veemente aggressività antiborghese, dal rifiuto dei luoghi comuni della morale, dalla parodia della retorica ufficiale: Le Passager Du Transatlantique, Je Ne Mange Pas De Ce Pain-La,  Feu Central.
Fedele all'ideale libertario e internazionalista, militante comunista, poi trozkista, si arruolò nelle brigate internazionali durante la guerra civile spagnola. 
Dal 1939 al 1945 emigrò in Sudamerica e in Messico dove compose un violento pamphlet contro la "poesia della resistenza", denunciandone i connotati patriottardi e tradizionalisti (Le Deshonneur Des Poètes, 1945).
Accanto alle opere poetiche scrisse libri di narrativa e saggi.
Morì nel 1959 e venne sepolto nel Cimitero dei Batignolles, a Parigi.

## Benjamin Peret
Se non diversamente indicato le opere sono state pubblicate a Parigi.
- Le Passager Du Transatlantique (illustrato da Hans Arp, Collezione Dada - Au Sans Pareil, 1921).
- Au 125 Du Boulevard Saint-Germain (illustrato da Max Ernst, Editions de Littérature, 1923).
- Immortelle Maladie (copertina di Man Ray, Editions de Littérature, 1924).
- Il Était Une Boulangère (Simon Kra - Editions Du Sagittaire, 1925).
- 152 Proverbes Mis Au Goût Du Jour (in collaborazione con Paul Éluard, Editions Surréalistes, 1925).
- Dormir, Dormir Dans Les Pierres (disegni di Yves Tanguy, Editions Surréalistes, 1927).
- Et Les Seins Mouraient... (illustrato da Joan Miró, Marsella: Les Cahiers Du Sud, 1927).
- Le Grand Jeu (con un ritratto del autore di Man Ray, NRF-Gallimard, 1928; prologo di Robert Benayoun, Gallimard - Collection Poésie, 1969).
- De Derrière Les Fagots (illustrazioni di  Pablo Picasso e di  Salvador Dalí, Librairie José Corti, 1934).
- Je Ne Mange Pas De Ce Pain-La (Editions Surréalistes, 1936).
- Je Sublime (Editions Surréalistes, 1999).
- Au Paradis Des Fantomes (Collezione "Un Divertissement" - Parisot, 1938).
- Les Malheurs D'Un Dollar (Editions De "La Main Á Plume", circa 1943).
- La Parole Est Á Péret (New York: Éditions Surréalistes, 1943).
- Le Deshonneur Des Poètes (Messico: 1945; Jean-Jacques Pauvert Éditeur - Liberté 23, 1965; Librairie José Corti, 1986; Éditions Mille Et Une Nuits-Texte Intégral No. 120, 1996).
- Dernièr Malheur, Dernièr Chance (Editions De La Revue Fontaine, 1945).
- Main Forte (Editions De La Revue Fontaine - Collection L'Age D'Or, 1945; contiene Au 125 Du Boulevard Saint - Germain, Il Était Une Boulangère, Et Les Seins Mouraient... e testi inediti).
- Le Manifeste Des Exegetes (pubblicato con lo pseudonimo di Peralta; Messico D. F.: Editorial Revolución - Grupo Español en México de la Cuarta Internacional, 1946).
- Feu Central (Editions K, 1947; contiene: Immortelle Maladie, Dormir, Dormir Dans Les Pierres, Je Sublime e poesie inedite).
- La Brebis Galante (illustrazioni di  Max Ernst, Edition Premières, 1949; Éditions du Le Terrain Vague, 1959; Editions Perseides - Collection La Lune Attique, 2005).
- Almanach Surréaliste du Demi-Siècle (in collaborazione con André Breton; Éditions du Sagittaire, 1950).
- Air Mexicain (con litografíe di Rufino Tamayo, Librairie Arcanes - Éric Losfeld, 1952).
- Bouillon Douze Heures (in collaborazione con Robert Benayoun, 1952).
- Mort Aux Vaches Et Au Champ D'Honneur (copertina di Guy Doumayrou, Libraire Arcanes - Humour Noir, 1953; Eric Losfeld, 1967).
- Anthologie De L'Amour Sublime (Albin Michel, 1956-1989).
- Œuvres Complétes (7 volumi) (Eric Losfeld - José Corti - Association des amis de Benjamin Péret, 1969-1995).